# هاري باكستر
هاري باكستر (بالإنجليزية: Harry Baxter)‏ هو عسكري أيرلندي، ولد في 8 أبريل 1921 في مقاطعة كيلكيني في جمهورية أيرلندا، وتوفي في 10 يناير 2007.